# Hangul
Korejsko pismo ili hangul (južnokorejski: 한글, hangeul, sjevernokorejski: 조선글, chosŏn'gŭl) pismo je koje se koristi za pisanje korejskog jezika kojeg je 1443. godine osmislio korejski kralj Sejong Veliki. Slova pet osnovnih suglasnika odražuju oblik govornih organa pri njihovom izgovaranju, a sustavno su prerađeni za izražaj određenih fonetskih inačica. Slično tomu, slova samoglasnika sustavno su prerađena za sličan iskaz srodnih glasova.
Službeno je pismo Sjeverne i Južne Koreje, a jedno je od službenih pisama i u Yanbian korejskoj autonomnoj prefekturi te Changbai korejskoj autonomnoj županiji u provinciji Jilin, Kini. Ponekad se koristi i za jezik Cia-Cia kojim se govori u blizini indonezijskog grada Baubau. Tajvanski je lingvist Hsu Tsao-te pak razvio i modificirao hangul za svrhe pisanja tajvanskog jezika Hokkien uz potporu kolege lingvista Ang Ui-jina.
Posljedicom miješanja karakteristika abecednog i slogovnog pisma, hangul se smatra abecednim silabarijem. Kao i u tradiciji zapisivanja kineskog i japanskog jezika, korejski se običajno pisao odozgo prema dolje i s lijeva na desno te su sva tri jezika s vremena na vrijeme i dalje tako pisana u svrhu stilizacije. Danas je hangul najčešće pisan s lijeva na desno s razmacima/bjelinama između riječi te zapadnjačkom interpunkcijom.

## Pravopis
Moderna ortografija hangula koristi 24 temeljna slova: 
| Zatvornici:       | ㄱ  | ㄴ | ㄷ  | ㄹ  | ㅁ | ㅂ  | ㅅ  | ㅇ | ㅈ | ㅊ | ㅋ | ㅌ | ㅍ | ㅎ |  | Otvornici: | ㅏ | ㅑ | ㅓ  | ㅕ | ㅗ | ㅛ | ㅜ | ㅠ           | ㅡ | ㅣ |
| Transliteracija1: | k/g | n  | t/d | r/l | m  | p/b | s/š | ng | đ  | č  | k  | t  | p  | h  |  | a          | ja | eo | jeo | o  | jo | u  | ju | međuglas /ɯ/ | i  |    |

1. Bitno je naglasiti da se, po korejskom pravopisu, zasebna slova ne čitaju, već zahtijevaju kombinaciju sa zatvornikom, ako su otvornici, ili otvornikom, ako su zatvornici, kako bi se dala čitati: npr. „가” ili „아”

Uz temeljna slova postoji i 27 kompleksnih slova stvorenih kombinacijom osnovnih: 
- 5 zatvornika napetog izgovora (ㄲ ㄸ ㅃ ㅆ ㅉ),
- 11 kompleksnih zatvornika (ㄳ ㄵ ㄶ ㄺ ㄻ ㄼ ㄽ ㄾ ㄿ ㅀ ㅄ) te
- 11 kompleksnih otvornika (ㅐ ㅒ ㅔ ㅖ ㅘ ㅙ ㅚ ㅝ ㅞ ㅟ ㅢ).

Četiri temeljna slova su izbačena iz pisma u suvremenoj uporabi: jedan otvornik (ㆍ) i 3 zatvornika (ㅿ ㆁ ㆆ).

### Slogovi
Hangul se zapisuje slogovnim blokovima u kojima su slova naslagana dvodimenzionalno. Primjerice, hangeul se na Korejskom piše »한글«, a ne »ㅎㅏㄴㄱㅡㄹ«. Svaki slog započinje slovom zatvornika kojem slijedi otvornik, čemu je moguće dodati i završni zatvornik (također zvan 받침, batchim). Ako slog započinje otvornikom, zatvornik „ㅇ”, koji je u toj poziciji bezvučan, zauzet će mjesto početnog zatvornika. Slogovi mogu započeti osnovnim ili napeto izgovorenim, no ne i kompleksnim zatvornicima. Otvornik u slogu može biti osnovan ili kompleksan, a drugi zatvornik može biti osnovan, kompleksan ili jedan od određenih napetih zatvornika. Struktura sloga ovisi o tipu otvornika; ako je otvornik pisan okomito, prvi se zatvornik i otvornik pišu iznad završnog zatvornika ako on postoji. Ako je pak otvornik pisan vodoravno, sva se slova pišu odozgo prema dolje.

## Povijest
Pismo je nastalo sredinom 15. stoljeća za vrijeme korejskog kralja Sejonga Velikog. Dotad se za pisanje korejskog jezika koristilo kinesko pismo. Ono je bilo pre složeno za mogućnosti obrazovanja šireg puka pa su čitati i pisati znali samo pripadnici priviligiranog plemstva, obično muškarci. Većina Korejaca bila je stoga gotovo nepismena prije uvođenja hangula, zbog čega je hangul osmišljen na način kako bi ga prosječnoj osobi tog doba bilo lako za naučiti. 
U dokumentu koji je pratio nastanak hangula pisalo je da će mudrac naučiti hangul već u jedno prijepodne, a da će glupom trebati deset dana. Neki konfucijanski učenjaci smatrali su da je kinesko pismo jedino legitimno i smatrali su hangul prijetnjom kulturi, no on je bio naširoko prihvaćen, pogotovo među ženama i piscima beletristike. Toliko je dobro poslužio za širenje informacija među pukom da ga je korejski kralj Yeonsangun, u strahu od pobune naroda, zabranio 1504. godine.
Hangul je u kasnijim stoljećima ponovno zaživio, no tek je 1894. godine postao službeno pismo u državnim dokumentima. Godine 1895. počeo se uporabljati u školama, a 1896. su godine počele izlaziti prve dvojezične novine na hangulu i engleskom jeziku „Tongnip Sinmun”. Kada je Japan aneksirao Koreju 1910. godine, japanski jezik je ušao u službenu uporabu, a hangul se nastavio koristiti. Ortografija je djelomično izmijenjena 1912. godine, a 1946. godine je nakon uspostavljanja nezavisnosti bila potpuno reformirana, dok je kinesko pismo sve više izlazilo iz šire uporabe. Danas se uporaba hangula nastoji proširiti drugdje u Aziji. Izvan Koreje se počeo koristiti i na dijelu indonezijskog otoka Sulawesija od 2009. godine.